# Bombardier Canadair Regional Jet
Als Bombardier Canadair Regional Jet (CRJ) wird eine Reihe von zweistrahligen Regionalverkehrsflugzeugen des kanadischen Flugzeugherstellers Bombardier bezeichnet. Der Name weist noch auf den ursprünglichen Entwickler Canadair hin. Die CRJ-Familie wurde in den 1990er Jahren zunächst mit fünfzigsitzigen Varianten des Tiefdeckers gebaut. Im Laufe der Jahre kamen mehrfach verlängerte Varianten hinzu, zuletzt 2008 der CRJ1000 für bis zu 104 Passagiere.
Die Flugzeuge wurden im Bombardier-Werk am Flughafen Montreal-Mirabel nordwestlich von Montreal gebaut. Die Produktion, die stark defizitär war, endete 2020 nach der Fertigung von 1.945 Flugzeugen.
Die Hauptkonkurrenten der CRJ-Familie im Marktsegment kleiner Regionaljets waren die Embraer EMB-145 und die Embraer E-Jets, weitere vergleichbare Typen sind der Suchoi Superjet und der Mitsubishi SpaceJet. Das gesamte Flugzeugprogramm wurde im Juni 2019 vom Wettbewerber Mitsubishi Heavy Industries übernommen, der den Verkauf zugunsten seines eigenen Jets einstellte und die Produktion nach Abarbeitung der Bestellliste beendete.

## Geschichte

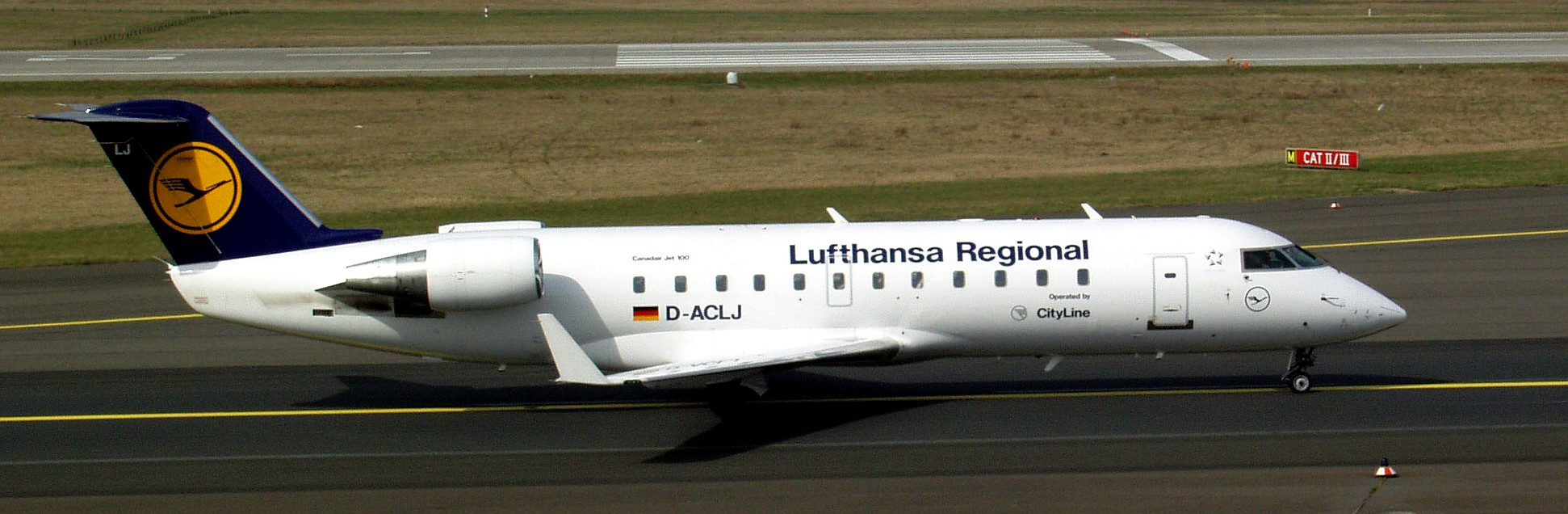
CRJ100 LR der Lufthansa CityLine

Bereits 1981 prüfte Canadair – zu der Zeit noch nicht Teil des Bombardier-Konzerns –, ob sein Businessjet Challenger 600 die Grundlage für ein 24-sitziges Passagierflugzeug mit einer 2+2-Sitzanordnung bilden könne. Wegen des großen Rumpfquerschnitts der Challenger konnte eine Verlängerung ohne große Schwierigkeiten ausgeführt werden. Der Plan dieses Challenger 610E getauften Flugzeugtyps scheiterte jedoch am mangelnden Interesse der Fluggesellschaften und wurde noch im selben Jahr aufgegeben. Im Jahr 1987 wurden die Pläne auf nachdrücklichen Wunsch des späteren Erstkunden Lufthansa erneut aufgegriffen. Das Konzept auf Basis der Challenger 601 sah nun jedoch ein weitaus größeres Flugzeug für etwa 50 Passagiere vor, das zunächst Canadair CL-600 Regional Jet hieß. Programmstart war am 31. März 1989. Der Erstflug des Prototyps fand am 10. Mai 1991 statt, die Zulassung folgte am 31. Juli 1992 und die Erstauslieferung schließlich im Oktober desselben Jahres.
Bis Embraer 1996 mit der Embraer-ERJ-145-Familie einen ähnlichen, aber verbrauchsärmeren Flugzeugtyp herausbrachte, hatte Bombardier mit der CRJ-Familie ein faktisches Monopol. Am 5. Juni 2019 gab Bombardier bekannt, dass man in Verhandlungen mit Mitsubishi Heavy Industries stehe, um das CRJ-Programm, das seit längerem defizitär war, zu verkaufen. Ende Juni 2019 wurde bekannt, dass die Verhandlungen erfolgreich gewesen seien und Mitsubishi die Fertigung nach dem Verkauf nicht selbst fortführen werde, sondern nur noch die restlichen 51 bestellten CRJ900 von Bombardier herstellen lassen werde. Bombardier behält sein Werk in Mirabel (Québec) und wird dort Ersatzteile fertigen. Der Kaufpreis für das Programm lag bei 550 Millionen US-Dollar, hinzu kamen jedoch noch 200 Millionen US-Dollar an Verbindlichkeiten.
Nachdem bereits die CSeries und das DHC-8-Programm nicht mehr von Bombardier gefertigt werden, verbleibt dem Unternehmen nurmehr die Geschäftsreiseflugzeug-Sparte mit der Bombardier-Global-Familie und den Challenger-Jets.

## Unterschiede zum Bombardier Challenger 600
Die Hauptunterschiede zu dem Businessjet Challenger sind ein gestreckter Rumpf, neuentwickelte Tragflächen, die an die Verhältnisse der Linienflüge durch Fluggesellschaften angepasst wurden, ein höheres Startgewicht, ein EFIS-Cockpit, ein neues Fahrwerk, eine höhere Tankkapazität und stärkere General Electric CF-34-Triebwerke.

## Avionik

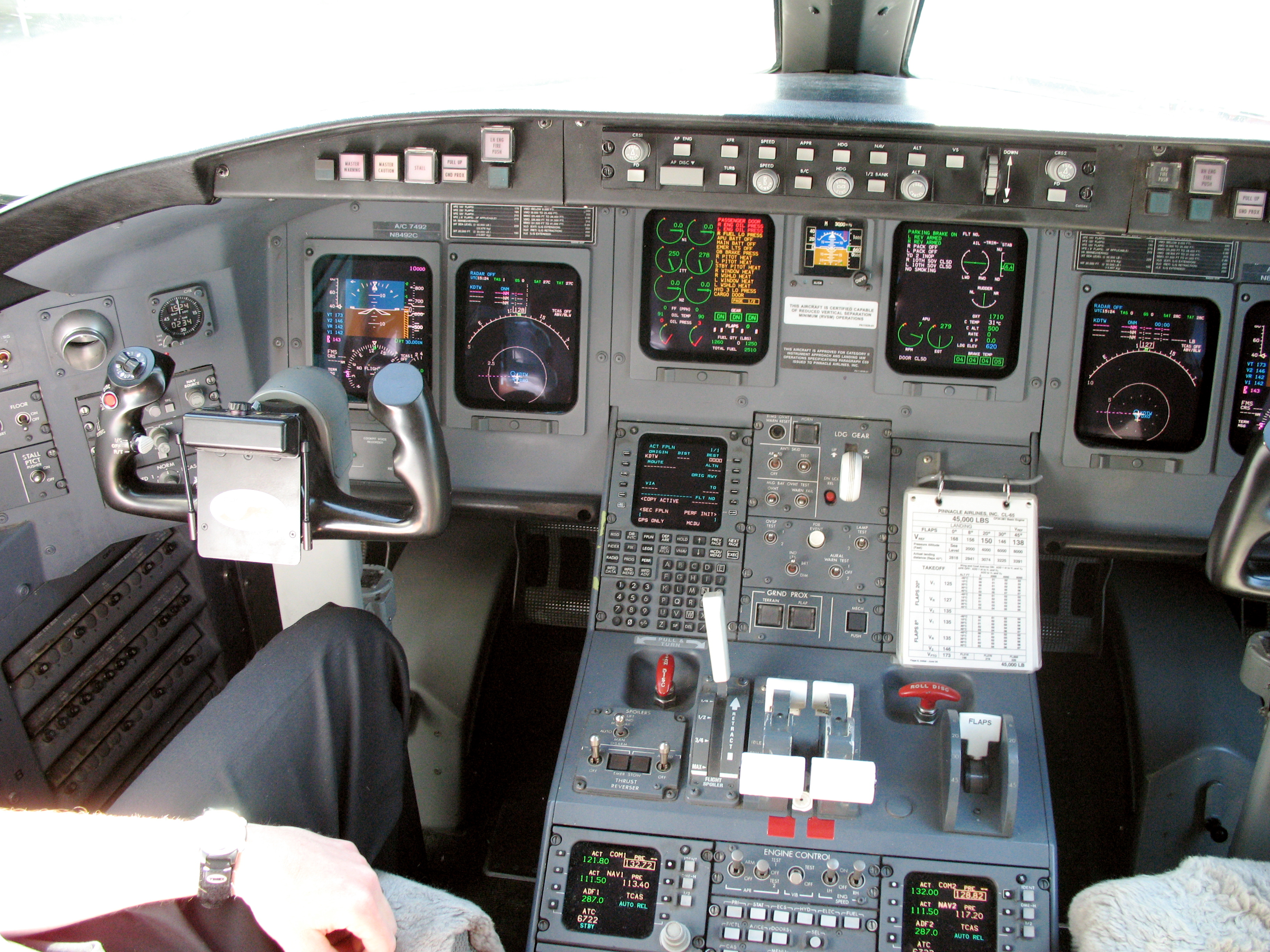
Cockpit eines CRJ

Das Zwei-Mann-Cockpit ist mit dem „Pro Line 4“-Avionikpaket von Rockwell Collins ausgestattet, das sich unter anderem aus sechs Bildschirmen für EFIS/EICAS, einem oder zwei Flight Management System FMS4200, einer redundanten Trägheitsnavigationsanlage (Dual attitude heading reference systems AHRS oder zwei Inertial Reference Systems IRS), einem Kollisionswarnsystem TCAS und einem digitalen Wetterradar zusammensetzt. Optional steht auch ein ebenfalls von Rockwell Collins gefertigtes Head-Up Guidance System zur Verfügung, mit dem sich Schlechtwetteranflüge bis zur Betriebsstufe CAT IIIa durchführen lassen.

## Varianten

### CRJ100

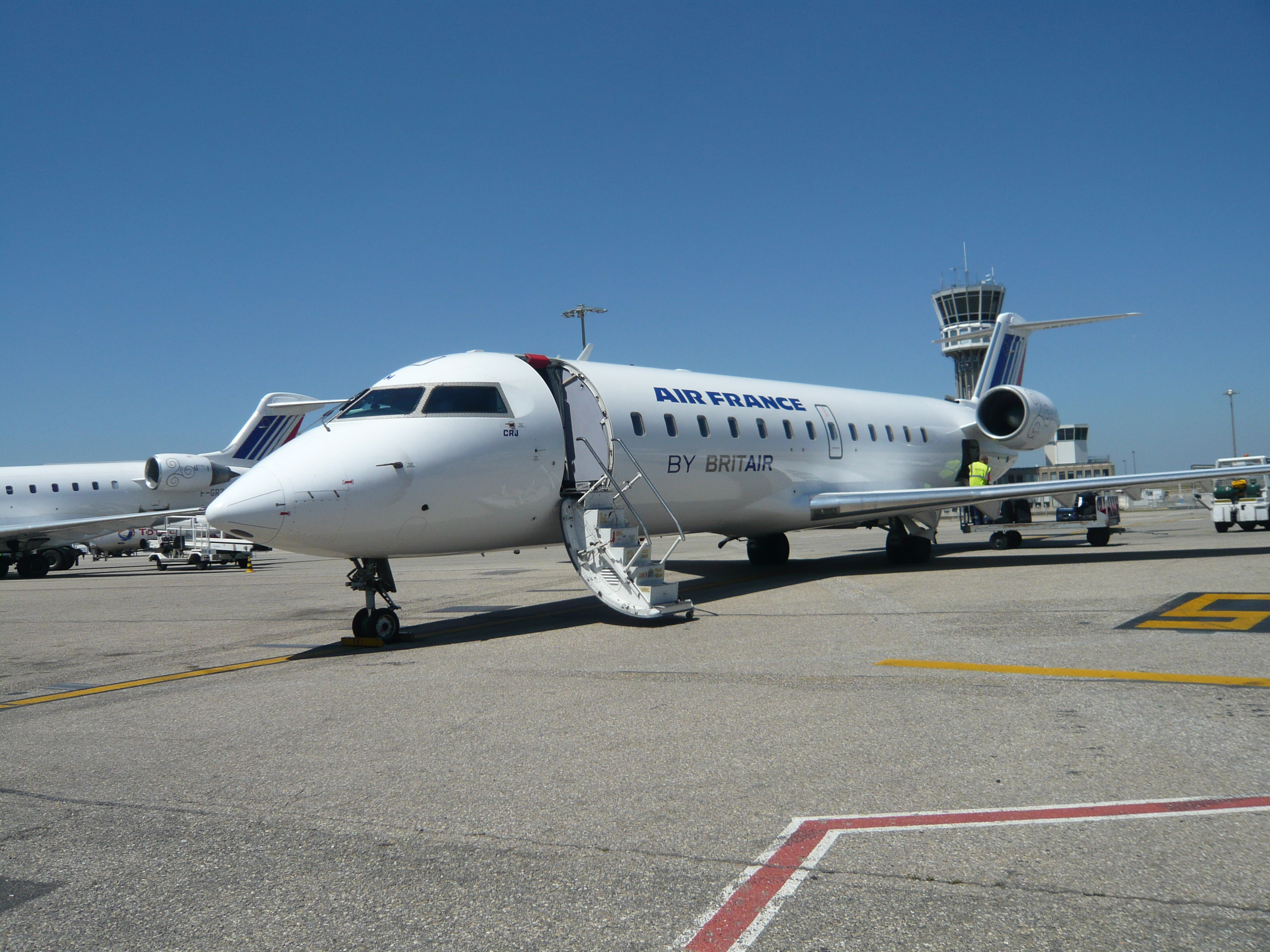
CRJ100 der Air France (betrieben von Brit Air)

Der erste Flugzeugtyp der CRJ-Baureihe war der CRJ100, mit dem bis zu 50 Passagiere über maximal 980 NM (1815 km) transportiert werden konnten. Die zwei General-Electric-CF-34-3A1-Triebwerke haben einen maximalen Startschub von 38,83 kN (8729 lbs), der bis zu einer Umgebungstemperatur von maximal 30 °C (flat-rated Belastungsgrenze) gegeben werden kann. Die Triebwerke lassen eine maximale Reisegeschwindigkeit von Mach 0,81 (860 km/h) zu.
Erstkunde war die Lufthansa CityLine. Für den CRJ100 gingen insgesamt 226 Bestellungen ein. Mit Erscheinen des CRJ200 wurde die Produktion eingestellt.
Musterbezeichnung des CRJ100 gemäß EASA-Kennblatt (TCDS) ist CL-600-2B19.

### CRJ200

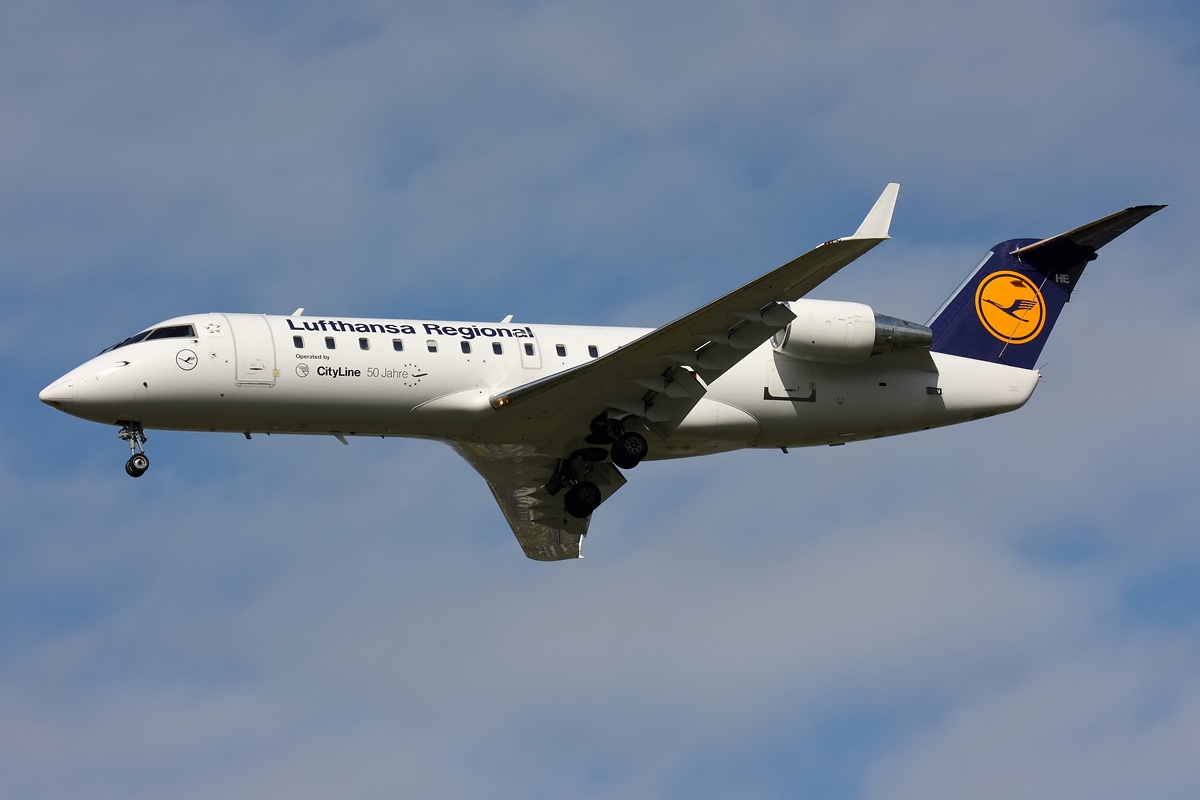
CRJ200LR Lufthansa CityLine

Die CRJ200-Baureihe ist eine Weiterentwicklung des CRJ100. Die Kapazität von 50 Passagieren blieb gleich. Hauptunterschied zum CRJ100 sind die General-Electric-CF-34-3B1-Triebwerke. Sie haben im Vergleich zur Vorgängerturbine eine bessere Innenkühlung und lassen höhere Reichweiten zu.
Der CRJ200 ist in zwei Varianten erhältlich: Der CRJ200ER (Extended Range) hat eine Reichweite von 1345 NM (2491 km), die Langstreckenversion CRJ200LR (Long Range) sogar 1700 NM (3148 km). Inzwischen gibt es vom CRJ200 eine auf lange Strecken und geringe Frachtkapazität ausgelegte Frachterversion, den CRJ200PF (Package Freighter).
Am 30. Oktober 2005 gab Bombardier bekannt, die Produktion des CRJ200 ab Mitte Januar 2006 – zumindest vorübergehend – einzustellen. Gemäß Bombardier tendierten die Fluggesellschaften aufgrund steigender Passagierzahlen und niedrigerer Erträge eher in Richtung größerer Maschinen. Bis Juni 2018 wurden 709 Maschinen des Typs CRJ200 hergestellt.
Musterbezeichnung des CRJ200 gemäß EASA-Kennblatt (TCDS) ist CL-600-2B19.
CRJ100 ist eine CL-600-2B19 mit CF34-3A1 Engines,
CRJ200 ist eine CL-600-2B19 mit CF34-3B1 Engines.

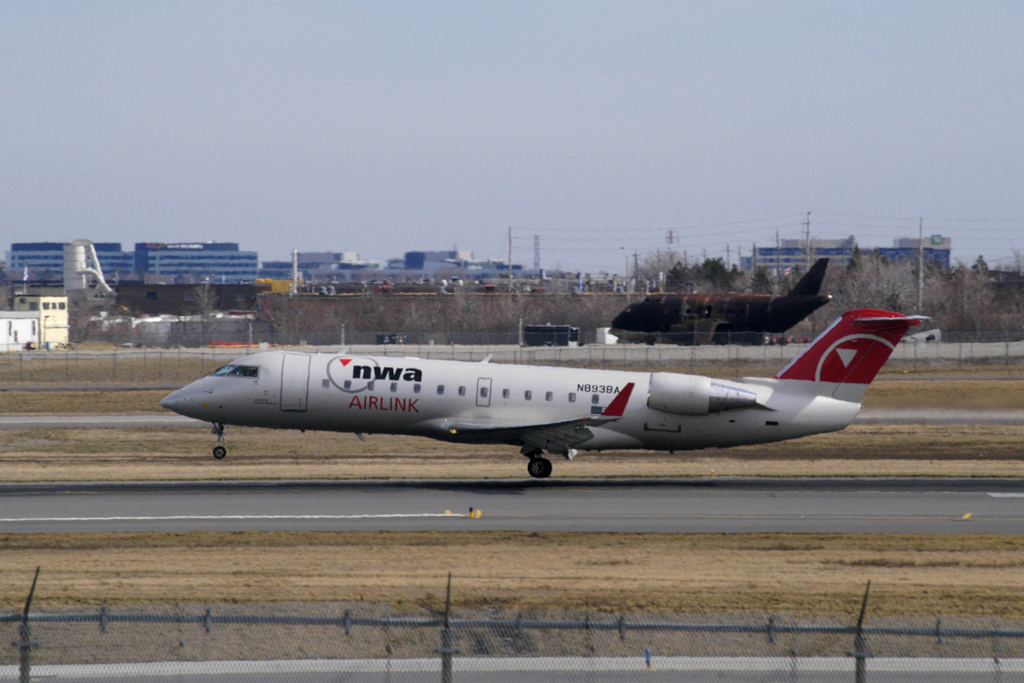
CRJ440 von Northwest Airlines

#### CRJ440
Der CRJ440 ist eine Version des CRJ200 mit reduziertem Startgewicht für 40 bis 44 Passagiere. Das Flugzeug wurde mit 86 Exemplaren lediglich für die Northwest Airlines gebaut.
Musterbezeichnung des CRJ440 gemäß EASA-Kennblatt (TCDS) ist CL-600-2B19.

### CRJ700

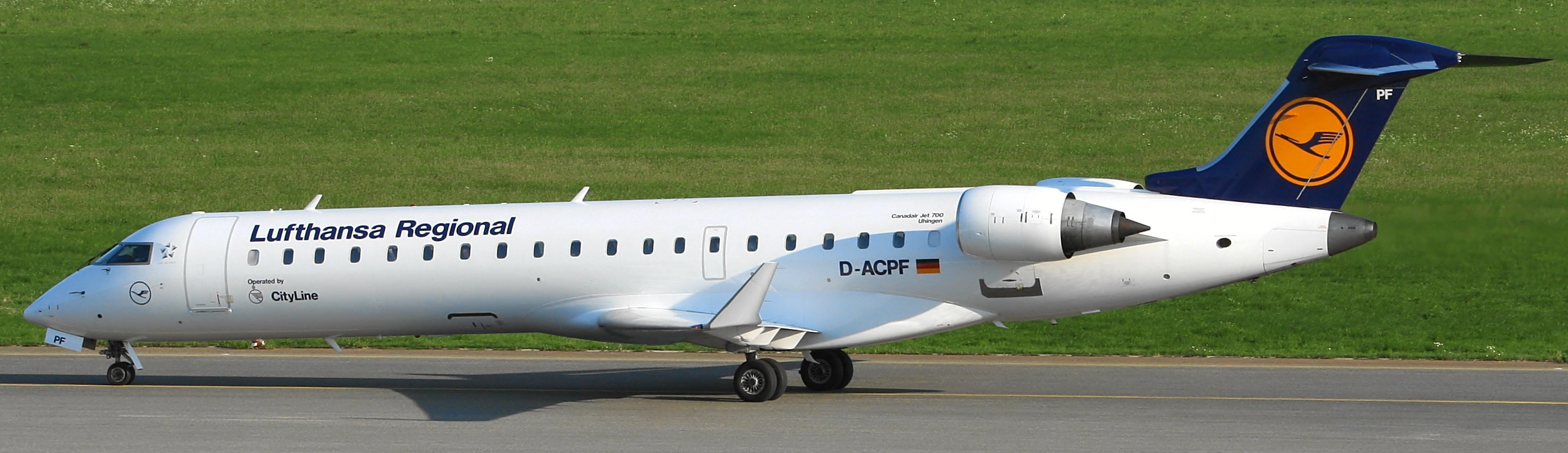
CRJ701ER der Lufthansa CityLine

Der CRJ700 (seit der Einführung des CRJ705 auch als CRJ701 oder CRJ700 Serie 701 bezeichnet) kann bis zu 75 Passagiere über eine Strecke von bis zu 3763 km transportieren. Als Antrieb werden zwei General-Electric CF-34-8C1 verwendet. Der Erstflug der CRJ700 fand am 27. Mai 1999 statt, in den Dienst aufgenommen wurde sie ab 2001.
Für den CRJ700 musste eine Vielzahl konstruktiver Veränderungen vorgenommen werden, etwa an der Form der Winglets und der Höhe der Fahrwerke. Der Kabinenboden wurde leicht abgesenkt, um die Stehhöhe auf 1,89 m zu vergrößern. Die Kabine wurde gestreckt und die Tragflächen entsprechend vergrößert. An den Flügelvorderkanten wurden Vorflügel angebracht, um die aerodynamische Leistung im Langsamflug zu verbessern.
Musterbezeichnung des CRJ700 gemäß EASA-Kennblatt (TCDS) ist CL-600-2C10.

#### CRJ550
Am 6. Februar 2019 gab Bombardier die Entwicklung des CRJ550 mit 50 Sitzen auf Basis des CRJ700 bekannt. Kunde ist United Airlines mit 50 bestellten Flugzeugen. Ziel ist es, die auf dem nordamerikanischen Markt verbreiteten Scope Clauses zu umgehen. Mit diesen Scope Clauses haben sich größere US-amerikanische Fluggesellschaften gegenüber den Pilotengewerkschaften verpflichtet, nur eine begrenzte Anzahl an Flugzeugen (zum Beispiel) im Bereich 50 bis 75 Sitzplätze an Subunternehmen auszulagern. Der CRJ550 wird mit 10 Sitzen in der 1. Klasse, 20 Sitzplätzen in Economy-Plus und nur 20 Plätzen in Economy ausgestattet. Die geringeren Einnahmen durch die reduzierte Sitzplatzanzahl sollen mit der erhöhten Anzahl an 1.-Klasse-Plätzen ausgeglichen werden. Nach dem Verkauf des CRJ-Programms an Mitsubishi wird die japanische Firma die Fertigung der Version nicht fortführen.

### CRJ900

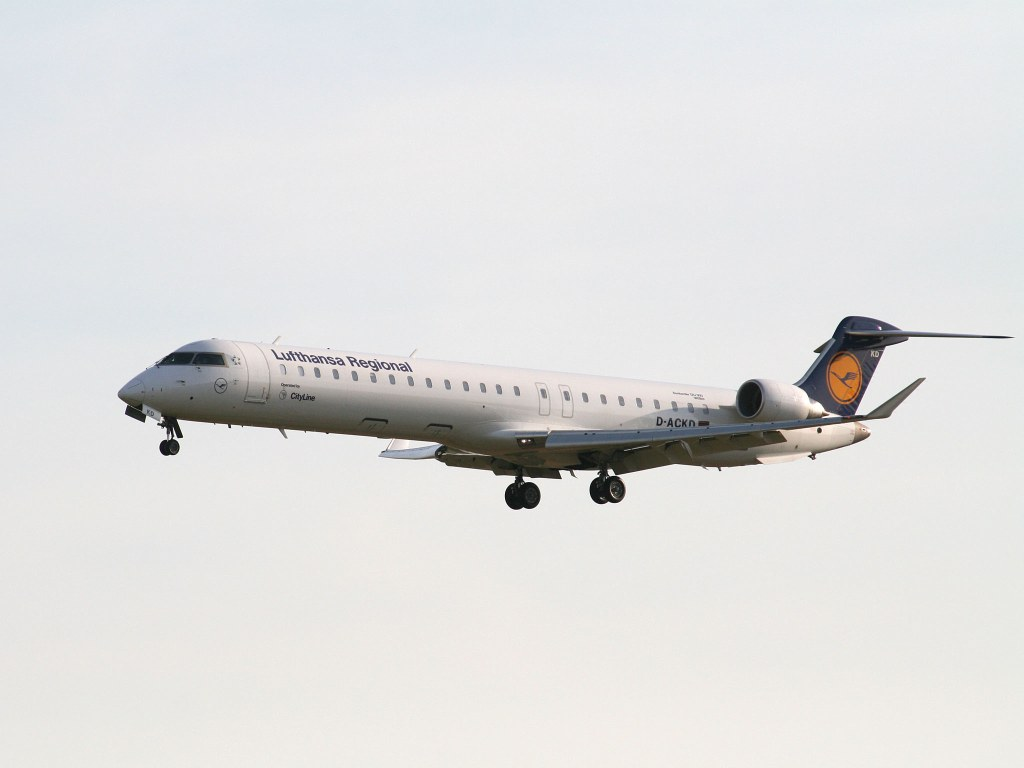
CRJ900 der Lufthansa CityLine

Die Version CRJ900 kann bis zu 90 Passagiere über eine Strecke von maximal 3660 km transportieren. Als Antrieb werden zwei General Electric CF34-8C51 verwendet. Ihren Erstflug hatte der CRJ900 am 21. Februar 2001. Neben der Grundausführung dieser Maschine wurden auch Varianten mit erhöhter Reichweite (CRJ900ER und CRJ900LR) und als Version für Europa mit reduzierter Startmasse angeboten. Nach anfänglichen Schwierigkeiten des Typs beim Verkauf wurde er nach einer Großbestellung durch die Lufthansa sehr beliebt, da seine Betriebskosten niedriger sind als die des Konkurrenztyps Embraer 190. Mitte 2008 lagen über 215 Bestellungen vor und es waren bereits über 100 Flugzeuge im Einsatz.
Im Mai 2007 kündigte Bombardier die „NextGen“-Ausführung des CRJ900 an. Die erste Maschine wurde im Juni 2007 ausgeliefert. Sie erhielt unter anderem eine neue Innenausstattung mit größeren Fenstern, LED-Beleuchtung und größeren Gepäckablagen. Die Wartungskosten sind niedriger, und der Treibstoffverbrauch sinkt um 4 %. Die Verbesserungen des CRJ900 NextGen wurden anschließend auch in die Baureihen CRJ700 (ab 2008) und CRJ1000 (ab 2009) übernommen.
Musterbezeichnung des CRJ900 gemäß EASA-Kennblatt (TCDS) ist CL-600-2D24.

#### CRJ705

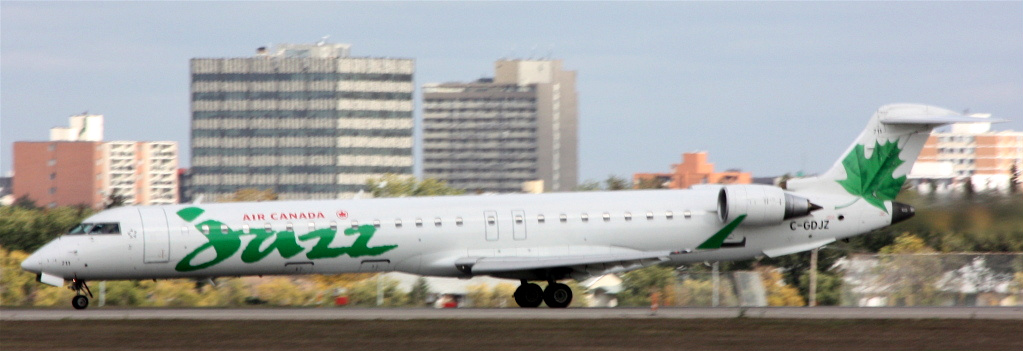
CRJ705 der Air Canada Jazz

Der CRJ705 (auch als CRJ700 Serie 705 bezeichnet) ist eine Variante des CRJ900 mit Platz für nur 75 Passagiere, um eine Mehrklassenbestuhlung zu ermöglichen und die in den USA verbreiteten Scope Clauses einzuhalten. Vom CRJ705 gibt es eine Variante mit vergrößerter Reichweite (705ER). Der Erstkunde Air Canada Jazz nahm mit dem Flugzeug den Linienbetrieb im Mai 2005 auf. Bis Juni 2018 wurden 16 Flugzeuge bestellt und geliefert.
Musterbezeichnung des CRJ705 gemäß EASA-Kennblatt (TCDS) ist CL-600-2D15.

### CRJ1000

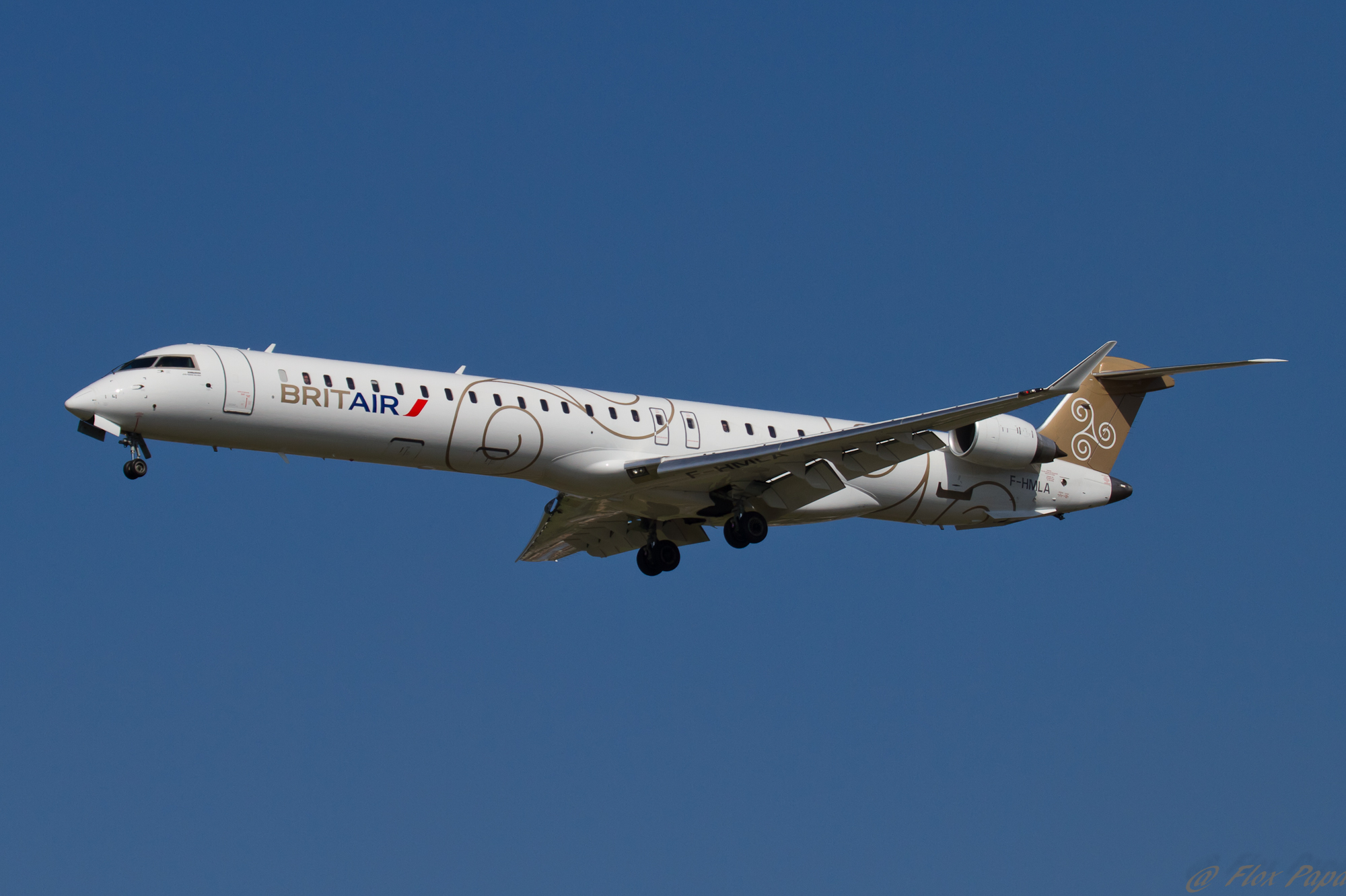
CRJ1000 der BritAir

Bombardier veröffentlichte im zweiten Quartal 2006 Pläne für eine nochmalige Verlängerung (Mittelrumpf um 2,95 Meter verlängert) der ursprünglichen CRJ100-Zelle unter der vorläufigen Bezeichnung CRJ900X, weil das für dieses Marktsegment entworfene Konzept Bombardier CSeries zunächst am Markt nicht das erhoffte Interesse fand und zurückgefahren wurde. Am 19. Februar 2007 gab man offiziell bekannt, dass man das Projekt als CRJ1000 bauen werde; zu diesem Zeitpunkt lagen laut Bombardier 38 Festbestellungen und 23 Optionen für die neue CRJ-Variante vor. Unter den Festbestellungen waren 15 umgewandelte CRJ900-Bestellungen der italienischen myair. Der CRJ1000, dessen Listenpreise bei etwa 46 Millionen US-$ begannen, hat eine Kapazität von maximal 104 Passagieren.
Der über drei Stunden dauernde Erstflug fand am 3. September 2008 vom Bombardier-Werksflughafen in Mirabel (Québec) statt; die ersten Auslieferungen waren zunächst für das vierte Quartal 2009 vorgesehen. Um dem bei dem CRJ900 oft kritisierten „Röhrengefühl“ bei der nun fast 24 m langen Kabine entgegenzuwirken, wurden die Fenster um 5 cm vergrößert. Im Cockpit sind verbesserte Avionikkomponenten eingebaut (zum Beispiel ProLine 21). Darüber hinaus hat diese Variante gegenüber des CRJ900 ein verstärktes Hauptfahrwerk mit Kohlenstoffbremsscheiben, mehr Gepäckraumvolumen, eine verbesserte Klimaanlage mit gleichmäßigerer Temperaturverteilung, durch Fly-by-Wire ansteuerbare Ruder sowie verstärkte und vergrößerte Tragflächen (+7,5 % Flügelfläche). LED-Beleuchtung, größere Ablagefächer und Einbuchtungen in den Seitenverkleidungen der Fenster sollten den Passagierkomfort verbessern. Neben der Standardvariante und der Extended-Range-Version (ER) wurden auch eine EuroLite-Version (EL) mit geringerer Startmasse und Reichweite (was Landegebühren einsparen soll) und ein CRJ1025 mit höherer Betriebsmasse angeboten.
Wegen Softwareproblemen bei der Steuerung des Seitenruders mit dem von Liebherr-Aerospace Lindenberg GmbH gelieferten Fly-By-Wire-System verzögerte sich die Zulassung durch die EASA auf den 10. November 2010. Am 15. Dezember 2010 wurden die ersten zwei Exemplare an Brit Air und Air Nostrum auf dem Flughafen Montreal-Mirabel ausgeliefert.
Musterbezeichnung des CRJ1000 gemäß EASA-Kennblatt (TCDS) ist CL-600-2E25.

### Challenger 800
Unter der Baureihe Challenger 800 werden die Varianten von CRJ200, 700 und 900 in der Businessjet-Variante angeboten, als Challenger 850 (CRJ200), 870 (CRJ700) bzw. 890 (CRJ900).

## Nutzung
Der Bombardier Canadair Regional Jet war das erste Flugzeug seiner Art. Als „Trendsetter“ und anfangs einziges Flugzeug dieses Segments im Westen konnte man mit den Varianten mit 50 Sitzen große Verkaufserfolge erzielen. 77 % aller CRJ gingen dabei an Fluggesellschaften aus den Vereinigten Staaten, 17 % an europäische. Die größten Flotten der CRJ100/200/440 betreibt Delta Air Lines mit 142 Flugzeugen; SkyWest verfügt mit 72 Flugzeugen über die größte CRJ700/900-Flotte. Erstkunde des CRJ-Programms war die Lufthansa. Bis Dezember 2016 wurden 1902 Bombardier Canadair Regional Jets bestellt und 1850 ausgeliefert.

## Zwischenfälle
Bis einschließlich Mai 2020 kam es mit Bombardier Canadair Regional Jets zu 23 Totalschäden. Bei 10 davon wurden 167 Menschen getötet. Beispiele:
- Am 26. Juli 1993 verunglückte ein CRJ100 (Luftfahrzeugkennzeichen C-FCRJ) auf einem Testflug von Bombardier, die am Flughafen Wichita gestartet war. Während eines Seitengleitflugs verlor die Besatzung die Kontrolle über die Maschine. Das Flugzeug stürzte bei Byers ab, wobei alle drei Insassen starben (siehe auch Bombardier-Aerospace-Flug 388).[18]

- Am 16. Dezember 1997 verunglückte ein CRJ100ER der Air Canada (C-FSKI) bei der Landung in dichtem Nebel am Flughafen Fredericton (New Brunswick, Kanada). Beim Versuch des Durchstartens kam es zu einem Strömungsabriss. Beim ersten Aufschlag brach das Bugfahrwerk ab; trotzdem beließen die Piloten den Schub auf Vollgas. Bei mehrfachem Steigen und Aufschlagen zerlegte sich das Flugzeug allmählich und kam schließlich zwischen Bäumen zum Stillstand. Alle 42 Insassen, drei Besatzungsmitglieder und 39 Passagiere, überlebten den Unfall. Das Flugzeug wurde irreparabel beschädigt.[19]

- Am 22. Juni 2003 verunglückte ein im Auftrag der Air France betriebener und aus Nantes kommender CRJ100 der Brit Air (F-GRJS) bei einem zu tiefen Landeanflug auf den Aéroport Brest-Bretagne. Die Maschine stürzte 2,3 Kilometer vor der Landebahn auf ein Feld und fing Feuer. Der Kapitän der Maschine kam dabei ums Leben, die 23 weiteren Menschen an Bord konnten gerettet werden (siehe auch Air-France-Flug 5672).[20]

- Am 14. Oktober 2004 kam es beim Flug eines für die US-amerikanische Northwest Airlines als Northwest Airlink betriebenen CRJ200 der Pinnacle Airlines (N8396A) von Little Rock, Arkansas, nach Minneapolis, Minnesota zu einem Flammabriss in beiden Triebwerken. Beim Absturz der Maschine kamen der Kapitän und der Copilot ums Leben. Hauptgrund hierfür war laut Untersuchungsergebnis der NTSB mangelnde Professionalität der Besatzung, die den Flammabriss selbst verschuldete und erst 16 Minuten nach dem Ereignis einen Luftnotfall erklärte (siehe auch Pinnacle-Airlines-Flug 3701).[21]

- Am 21. November 2004 stürzte kurz nach dem Start in Baotou (Innere Mongolei) ein Flugzeug der China Eastern des Typs CRJ200ER (Reg. B-3072, Seriennummer 7697) auf dem Weg nach Shanghai auf einen zugefrorenen See. Unmittelbar vor dem Aufschlag rammte der Jet noch ein kleines Gebäude. Alle 53 Insassen sowie zwei Personen am Boden kamen ums Leben. Die Maschine wurde trotz Eisbildung auf den Tragflächen vor dem Start nicht enteist und stürzte so nach dem Start durch einen Strömungsabriss vom Himmel.[22]

- Am 27. August 2006 kollidierte ein CRJ100 der US-amerikanischen Comair in Lexington (Kentucky) beim Start mit Hindernissen hinter dem Startbahnende. Die Maschine war für Delta Connection eingesetzt, eine Marke der Delta Air Lines. Dabei kamen 49 Personen ums Leben; ein Insasse überlebte. Der Unfall geschah, weil die Piloten auf Grund von Bauarbeiten an einem Rollweg die falsche Startbahn benutzten, die nur halb so lang war wie die vom Tower freigegebene Startbahn (siehe auch Comair-Flug 5191).[23]

- Am 14. Februar 2008 überschlug sich ein CRJ100 der belarussischen Belavia Belarusian Airlines (EW-101PJ) beim Start vom Flughafen Jerewan in der armenischen Hauptstadt. Alle 18 Passagiere und 3 Crewmitglieder an Bord überlebten, wurden aber zum Teil schwer verletzt. Ursache des Unfalls war Auftriebsverlust aufgrund mit Reif kontaminierter Tragflächen. Zudem versäumten es die Piloten, die Enteisungsanlage für die Tragflächen einzuschalten, was möglicherweise den Unfall noch verhindert hätte.[24][25]

- Am 12. November 2009 meldete die Besatzung eines CRJ100 der ruandischen RwandAir (5Y-JLD) nach dem Start vom Flughafen Kigali in Richtung Entebbe technische Probleme und bat um eine Rückkehr zum Flughafen. Der Kapitän meldete, dass sich die Leistung des linken Triebwerks wegen eines blockierten Schubhebels nicht drosseln ließ. Die Maschine konnte trotzdem sicher landen und rollte zur zugewiesenen Parkposition. Der Besatzung gelang es nicht, das unter nahezu Volllast laufende Triebwerk abzustellen. Während die Besatzung den Sachverhalt diskutierte, überhitzten bei gesetzter Parkbremse die Bremsen und die Bremswirkung ließ nach, woraufhin sich die Maschine wieder in Bewegung setzte, beschleunigte, einige Zäune durchbrach und wenig später mit einem Gebäude kollidierte. Von den zehn Fluggästen und drei Besatzungsmitgliedern überlebte ein Passagier den Unfall nicht. Das Flugzeug erlitt starke strukturelle Schäden und musste abgeschrieben werden (siehe auch RwandAir-Flug 205).[26]

- Am 4. April 2011 verunglückte ein CRJ100 der Georgian Airways (4L-GAE), die im Auftrag der Vereinten Nationen unterwegs war, beim Landeanflug auf den Flughafen Ndjili in Kinshasa, wobei 32 der 33 Personen an Bord ums Leben kamen. Das Flugzeug war in der ostkongolesischen Stadt Kisangani gestartet (siehe auch United-Nations-Organization-Flug 834).[27][28]

- In der Nacht des 17. Juli 2012 wurde der CRJ200 N865AS der US-amerikanischen SkyWest Airlines am Flughafen St. George (Utah, USA) gestohlen. Das Flugzeug kollidierte mit dem Terminal des Flughafens und der Dieb erschoss sich anschließend. Das Flugzeug wurde bei der Kollision so stark beschädigt, dass es abgeschrieben wurde.[29]

- Am 29. Januar 2013 kamen alle 16 Passagiere und die fünf Besatzungsmitglieder eines CRJ200 der kasachischen SCAT Airlines (Luftfahrzeugkennzeichen UP-CJ006) ums Leben, nachdem die Piloten den Anflug auf den Flughafen Almaty wegen fehlender Bodensicht abbrechen mussten und die Maschine beim Durchstarten aus ungeklärter Ursache in einen Sinkflug überging (siehe auch SCAT-Flug 760).[30][31]

- Am 8. Januar 2016 stürzte ein CRJ200PF der West Air Sweden (SE-DUX) in der Nähe von Ritsem in Nordschweden ab. Die beiden Piloten der Postmaschine kamen bei dem Unfall ums Leben. Ursache des Unfalles war der Verlust der räumlichen Orientierung der Piloten bei Nacht aufgrund einer Fehlfunktion des linken Fluglageanzeigers (künstlichen Horizontes). Dieser zeigte fälschlicherweise einen steilen Steigflug an. Ohne Sicht nach außen realisierten die Piloten nicht, dass es sich hier um eine Fehlanzeige handelte, obwohl der künstliche Horizont des Copiloten normal funktionierte. In dem Bemühen, den vermeintlichen Steigflug zu korrigieren, leitete der Kapitän einen steilen Sinkflug ein, wobei das Flugzeug zusätzlich in eine immer steilere Linkskurve geriet, da das fehlerhafte Instrument eine Rechtskurve anzeigte. Die zulässige Höchstgeschwindigkeit wurde überschritten und schließlich schlug das Flugzeug nahezu in Rückenlage auf (siehe auch West-Air-Sweden-Flug 294).[32]

- Am 24. Juli 2024 verunfallte ein Canadair CRJ200 (9N-AME) der nepalesischen Saurya Airlines beim Start vom Flughafen Kathmandu zu einem Test- oder Wartungsflug ohne Passagiere nach Pokhara. Er kam um 11.15 Ortszeit (UTC+5:45) (5.30 UTC) noch auf der Start- und Landebahn ins Schleudern, fing Feuer und brannte aus. Nur der Kapitän konnte aus der brennenden Maschine gerettet werden, alle anderen Insassen, Crew und ein Techniker, darunter ein Ausländer, starben (siehe auch Flugunfall einer Bombardier CRJ200 der Saurya Airlines in Kathmandu).[33][34]

- Am 29. Januar 2025 kollidierte der CRJ700 (N709PS) auf einem von der US-amerikanischen PSA Airlines durchgeführter Linienflug der American Airlines beim Landeanflug auf den Ronald Reagan Washington National Airport (DCA) mit einem Hubschrauber der United States Army des Typs Sikorsky UH-60 Black Hawk (00-26860) und stürzte mit diesem in den Potomac River. Alle 64 Insassen des CRJ700 und alle 3 Insassen der UH-60 kamen dabei ums Leben (siehe auch American-Airlines-Flug 5342).[35][36]

- Am 17. Februar 2025 überschlug sich ein aus Minneapolis kommender Bombardier CRJ900LR der US-amerikanischen Endeavor Air auf einem für Delta Airlines (N932XJ) durchgeführten Flug mit 76 Passagieren und vier Besatzungsmitgliedern an Bord bei der Landung auf der Landebahn 23 des Flughafens Toronto-Pearson und kam auf dem Rücken liegend zum Stillstand. Es gab 15 Verletzte, aber keine Todesopfer. Das Flugzeug wurde zerstört (siehe auch Delta-Connection-Flug 4819).[37][38]

## Technische Daten
Alle CRJ haben den gleichen Rumpfquerschnitt, der einen maximalen Rumpfdurchmesser von 2,69 m, eine maximale Kabinenbreite von 2,57 m (2,13 m in Bodenhöhe) und eine maximale Kabinenhöhe von 1,89 m bietet.
| Kenngröße                      | CRJ100                                               | CRJ200                                               | CRJ700 (Series 701)                                 | CRJ700 (Series 705)                                 | CRJ900                                               | CRJ1000                                                |
| ------------------------------ | ---------------------------------------------------- | ---------------------------------------------------- | --------------------------------------------------- | --------------------------------------------------- | ---------------------------------------------------- | ------------------------------------------------------ |
| Länge                          | 26,77 m                                              | 26,77 m                                              | 32,51 m                                             | 36,40 m                                             | 36,40 m                                              | 39,13 m                                                |
| Spannweite                     | 21,23 m                                              | 21,23 m                                              | 23,24 m                                             | 24,85 m                                             | 24,85 m                                              | 26,18 m                                                |
| Höhe                           | 6,22 m                                               | 6,22 m                                               | 7,57 m                                              | 7,51 m                                              | 7,51 m                                               | 7,13 m                                                 |
| Leermasse                      | k. A.                                                | k. A.                                                | k. A.                                               | k. A.                                               | 21.432 kg                                            | 23.179 kg                                              |
| max. Startmasse                | 23.134 kg (ER) 24.041 kg (LR)                        | 23.134 kg (ER) 24.041 kg (LR)                        | 32.999 kg 34.133 kg (ER)                            | 36.514 kg 37.421 kg (ER) 38.330 kg (LR)             | 36.514 kg 37.421 kg (ER) 38.330 kg (LR)              | 38.995 kg (EL) 40.824 kg 41.640 kg (ER)                |
| max. Sitzplatzkapazität        | 50                                                   | 50                                                   | 70                                                  | 70                                                  | 90                                                   | 104                                                    |
| Reisegeschwindigkeit           | 830 km/h                                             | 830 km/h                                             | 870 km/h                                            | 885 km/h                                            | 882 km/h                                             | 870 km/h                                               |
| Reichweite (mit max. Zuladung) | 1.850 km                                             | 2.491 km (ER) 3.148 km (LR)                          | 2.022 km 2.553 km (ER)                              | 3.184 km 3.635 km (ER) 3.702 km (LR)                | 1.737 km 2.439 km (ER) 2.876 km (LR)                 | 1.798 km (EL) 2.639 km 3.004 km (ER)                   |
| Dienstgipfelhöhe               | 12.496 m                                             | 12.496 m                                             | 12.496 m                                            | 12.496 m                                            | 12.496 m                                             | 12.496 m                                               |
| Antrieb                        | zwei General Electric CF34-3A1 mit je 38,83 kN Schub | zwei General Electric CF34-3B1 mit je 38,83 kN Schub | zwei General Electric CF34-8C1 mit je 56,4 kN Schub | zwei General Electric CF34-8C5 mit je 58,4 kN Schub | zwei General Electric CF34-8C51 mit je 58,4 kN Schub | zwei General Electric CF34-8C5A2 mit je 60,63 kN Schub |